# Schistopterum longulum
Schistopterum longulum är en tvåvingeart som beskrevs av Munro 1937. Schistopterum longulum ingår i släktet Schistopterum och familjen borrflugor.
Artens utbredningsområde är Kenya. Inga underarter finns listade i Catalogue of Life.